# Монастир Мурі
Монастир Мурі (нім. Kloster Muri) — колишній бенедиктинський монастир святого Мартіна Турського в громаді Мурі кантону Ааргау в Швейцарії.

## Історія
Монастир святого Мартіна Турського був заснований 1027 року Радботом, графом Клеттгау, на землях, пожертвуваних однією з дочок Фрідріха I, герцога Нижньої Лотарингії, та страсбурзьким єпископом Вернером фон Габсбургом. Спочатку монастир заселили ченці з Айнзідельнського абатства на чолі з пріором Реґінбольдом. Монастир був освячений 1064 року за правління його першого абата Бурхарда.
Пізніше монастир заселила нова колонія ченців з абатства святого Власія. Один із цих ченців, блаженний Луїтфрід, до своєї смерті 31 грудня 1096 року керував обома абатствами. Поступово вплив монастиря поширювався на навколишні території. 1083 року при ньому заснували жіночий монастир, наприкінці XII століття перенесений до Гермечвіля. 1114 року імператор Священної Римської імперії Генріх V взяв монастир Мурі під свій особливий захист. Зі свого боку, римські папи також дбали про його добробут. Монастир мав великі володіння в Унтервальдені, Штансі та Буохсі. У 1300 та 1363 роках у монастирі сталися масштабні пожежі. Після завоювання Ааргау швейцарцями 1415 року монастир перейшов від Габсбургів до швейцарських кантонів. У 1530-х роках у рамках Другої Каппельської війни його атакували війська сусіднього кантону Берн, що підтримав Реформацію. Наприкінці XVI століття абатство зазнало економічних проблем, однак на початку XVII століття воно почало відновлювати свій вплив.
1841 року в рамках релігійних репресій у кантоні Ааргау монастир було закрито. Його настоятеля та кількох монахів, яким вдалося врятуватися, прихистив австрійський імператор Фердинанд I. Він надав їм нове місце для богослужінь та проживання — монастир поблизу міста Больцано.
За сприяння ерцгерцога Рудольфа Австрійського 1970 року в монастирі, в каплиці Лорето, облаштували родинний склеп родини Габсбургів. 1971 року в каплиці поховали серце останнього австро-угорського імператора Карла I, а 1989 року — його дружини Зіти Бурбон-Пармської. У монастирі також поховані сини імператорського подружжя: ерцгерцоги Роберт (1996), Рудольф (2010) та Фелікс (2011).

## Галерея

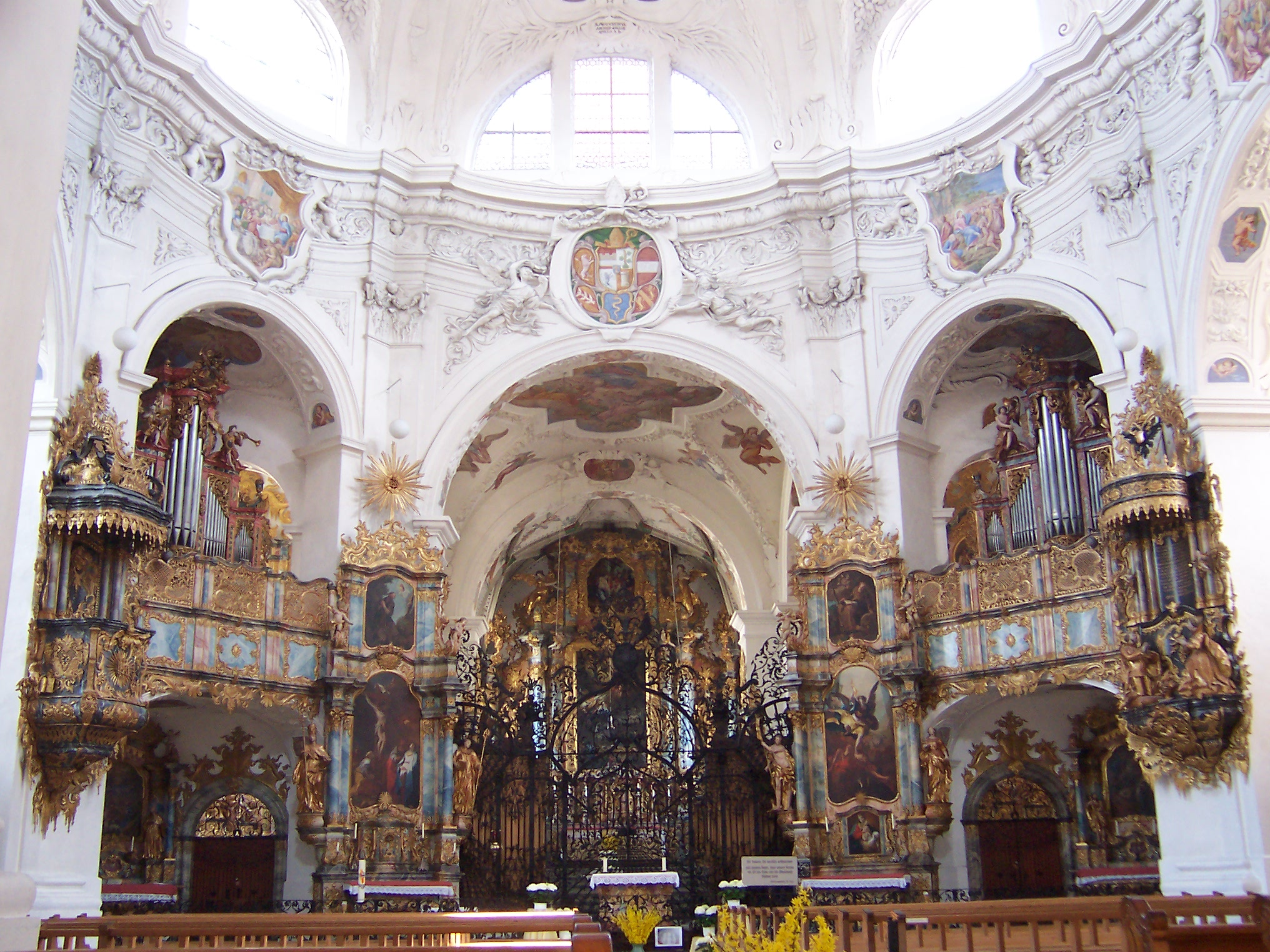
Головний вівтар монастирської церкви
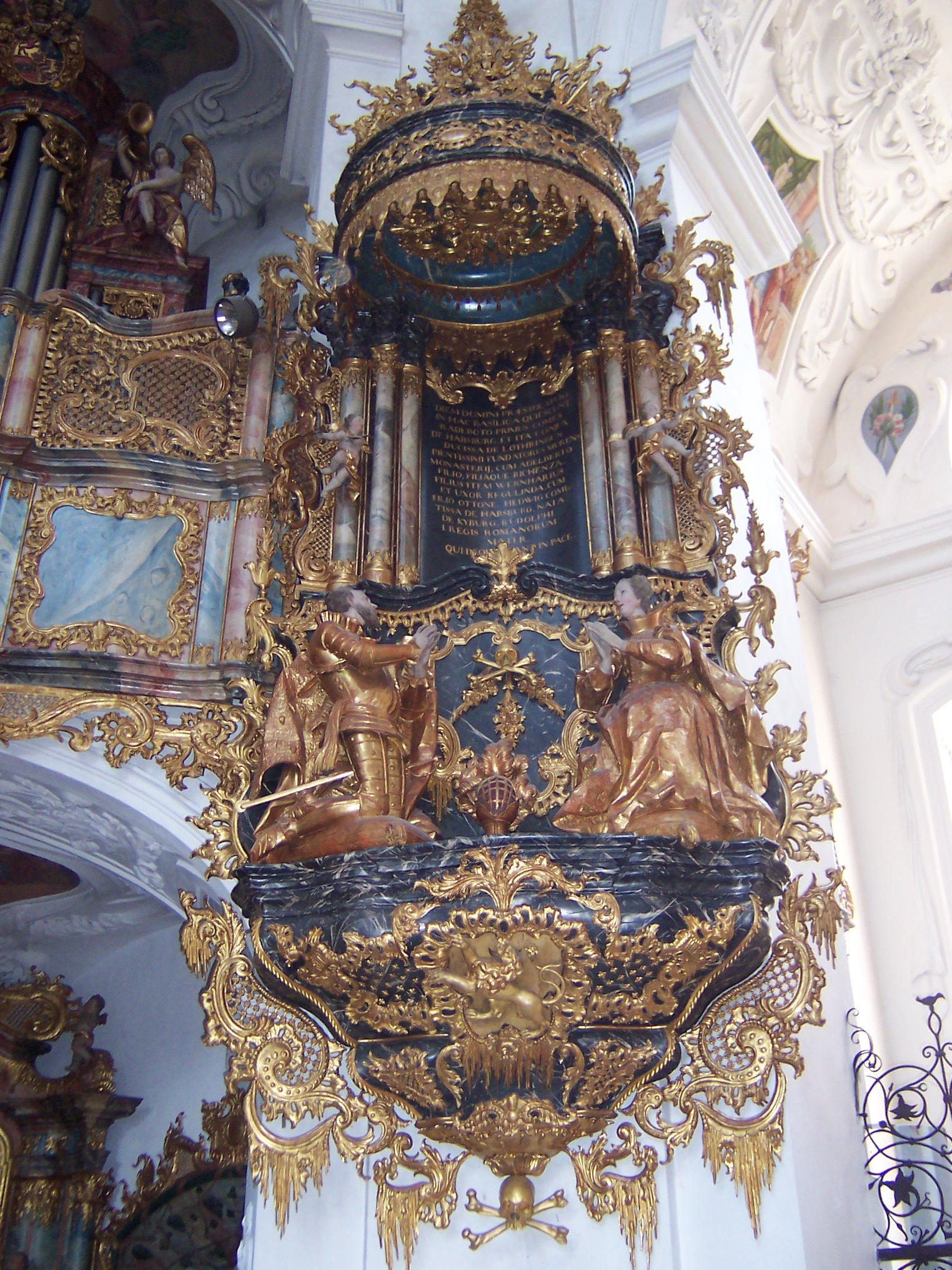
Кафедра
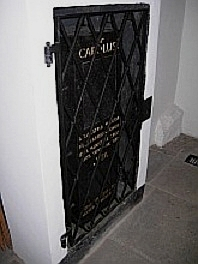
Склеп із серцями Карла I та Зіти